# طواف إقليم الباسك
طواف إقليم الباسك (بالإسبانية: Vuelta Ciclista al País Vasco)‏ هو سباق دراجات سنوي يقام في منطقة إقليم الباسك في شهر أبريل. انطلق السباق لأول مرة في سنة 1924. كان الدراج الفرنسي فرانسيس بليسير هو أول فائز بهذا السباق، بينما يعتبر الدراج الإسباني خوزيه أنطونيو غونزاليس الأكثر فوزا به. تم ذكر هذا السباق في رواية للكاتب الأمريكي إرنست همينغوي بعنوان «ثم تشرق الشمس».

## وصلات خارجية
- الموقع الرسمي